# Ravine, Pennsylvania
Ravine, Pennsylvania (енгл. Ravine) насељено је место без административног статуса у америчкој савезној држави Пенсилванија.

## Демографија
По попису из 2010. године број становника је 662, што је 33 (5,2%) становника више него 2000. године.
| Група             | 2000.       | 2010.       |
| Белци             | 622 (98,9%) | 646 (97,6%) |
| Афроамериканци    | 0 (0,0%)    | 6 (0,9%)    |
| Азијати           | 4 (0,6%)    | 0 (0,0%)    |
| Хиспаноамериканци | 0 (0,0%)    | 2 (0,3%)    |
| Укупно            | 629         | 662         |